# A Message for Christmas
A Message for Christmas  è un cortometraggio del 2022 diretto da Emanuele Pellecchia.
Il tema del film è la comunicazione in famiglia, spesso ostacolata dall'eccessivo utilizzo della tecnologia.

## Trama
Una famiglia come tante festeggia il Natale nella solitudine e nel silenzio finché l’avverarsi di un desiderio cambierà per sempre la vita di tutti.

## Riconoscimenti
- 2022 - New York Neorealism Film Awards
  - Best Comedy Short
  - Best Young Actress ad Aurora Pellecchia

- 2022 - Golden Giraffe International Film Festival
  - Best Young Actress ad Aurora Pellecchia

- 2022 - HIIFF - Heart international italian film festival
  - Migliore sceneggiatura

- Fox International Film Festival
  - 2022 - Best Young Actress ad Aurora Pellecchia per A message for Christmas
  - 2022 - Honorable Mention Best No-Dialogue Film per A message for Christmas
  - 2022 - Honorable Mention Best Director per A message for Christmas
- Athens International Monthly Art Film Festival
  - 2022 - Special Mention per A message for Christmas

- Your Way International Film Festival

- 2023 - Best Young Actress ad Aurora Pellecchia per A message for Christmas
- 2023 - Best Christmas Film per A message for Christmas
- Premio Nazionale Alberoandronico
- 2024 – 2º classificato cortometraggi per A message for Christmas